# مکوئینول
مکوئینول (به انگلیسی: Mequinol)
رده درمانی: بی رنگ کننده
اشکال دارویی: پماد

## موارد مصرف
مکوئینول جهت بی رنگ کردن نقاط هایپرپیگمانته پوست به کار می‌رود.

## مکانیسم اثر
مکوئینول ساخت ملانین و رشد ملانوسیت‌ها را مهار می‌کند. 

## عوارض جانبی
حساسیت، اریتم و خشکی پوست .